# 台灣優良農產品證明標章
CAS台灣優良農產品證明標章是台灣優良農產品及其加工品最高品質代表標章，用以證明國產農產品及其加工品之安全性及優良性。每一種食品標章都有其代表意義, 像是GMP是指製造工廠具有優良的生產管理制度, 吉園圃注重農藥殘留不能超過法定標準, CAS有機標章確保種植無使用農藥, A.A.無添加認證則是驗證食品製造過程如宣稱不使用有限種類添加物、亦或真正零添加。目前還沒有單一的標章可以保障食品從生產、加工、到販售端全都安全無虞。

## 源由
行政院農業委員會以發展「優質農業」及「安全農業」為理念，自1989年起著手推動此自願性證明標章。「CAS」為「Certified Agricultural Standards」之簡稱。

## 驗證種類
CAS驗證類別定義於《優良農產品驗證管理辦法》，包括如下項目：

| 1. 肉品 2. 冷凍食品 3. 果蔬汁 4. 食米 5. 醃漬蔬果 | 6. 即食餐食 7. 冷藏調理食品 8. 蕈菇產品 9. 釀造食品 10. 點心食品 | 11. 蛋品 12. 生鮮截切蔬果 13. 台灣優良水產品 14. 林產品 | 15. 乳品 16. 其他經中央主管機關公告者。 |

## 外部連結
- 財團法人CAS優良農產品發展協會（页面存档备份，存于）

- 優良農產品驗證管理辦法